# Säters landskommun, Dalarna
För landskommunen med detta namn i Västergötland, se Säters landskommun, Västergötland.
Säters landskommun var en tidigare kommun i dåvarande Kopparbergs län, nu Dalarnas län. 

## Administrativ historik
När kommunalförordningarna den 1 januari 1863 inrättades i Sverige, cirka 2500 kommuner, de allra flesta så kallade landskommuner, men även köpingar och städer.
I Säters socken i Dalarna inrättades då denna kommun. Kommunen uppgick vid kommunreformen 1952 i Säters stad.
Den 1 januari 1950 (enligt beslut den 17 december 1948) överfördes från Säter till Stora Skedvi landskommun fastigheten Kolarbo med 28 invånare och omfattande en areal av 0,818 kvadratkilometer, varav 0,817 land.

## Politik

### Mandatfördelning i Säters landskommun 1938-1946
| 8 | 7 | 1 |

| 16 |

| 9 | 1 | 6 |

| 15 |

| 8 | 1 | 7 |

| 15 |